# Forces Armées de la République Démocratique du Congo
Forces Armées de la République Démocratique du Congo, kurz FARDC, ist die Bezeichnung für die in der heutigen Form seit 2003 bestehenden Streitkräfte der Demokratischen Republik Kongo. Sie entstanden nach dem Zweiten Kongokrieg, als die damaligen Regierungsstreitkräfte Forces Armées Congolaises (FAC) mit den Truppen der beiden großen Rebellenbewegungen Rassemblement congolais pour la démocratie (RCD) und Mouvement pour la Libération du Congo (MLC) zusammengelegt wurden.
Neben dem Heer, das die bei weitem größte Teilstreitkraft darstellt, besteht die FARDC aus einer kleinen Marine (Marine Nationale) und Luftwaffe (Force Aeriene Congolaise). Generalstabschef der FARDC ist seit dem 14. Juli 2018 Célestin Mbala Munsense. Chef des Heeres ist der Generalleutnant Sikabwe Fall.
Die FARDC gilt als eine der Streitkräfte der Welt, die ihren Angehörigen am wenigsten Sold zahlt und am schlechtesten ausgerüstet ist.

## Geschichte

### Gründung
Nach Ende des Zweiten Kongokrieges wurde unter anderem vereinbart, dass aus der regulären FAC und den Rebellenbewegungen neue kongolesische Streitkräfte entstehen sollten. Die am 6. März 2003 veröffentlichte Übergangsverfassung legte fest, dass die FAC, die RDC und zwei von ihr abgespaltene Fraktionen (RDC-N und RDC-ML), die MLC und die Mai-Mai sich zur FARDC zusammenschließen. Nach Schätzungen meldeten sich 130.000 bis 370.000 Soldaten für die Eingliederung in die neuen kongolesischen Streitkräfte
2006 waren von den vorgesehenen 18 Brigaden erst 6 gebildet. International wurde befürchtet, dass die FARDC sich noch vor Abschluss des Neuaufbaus auflösen werde.

### Organisation
Die FARDC bestand 2021 aus ungefähr 134.250 Angehörigen der Streitkräfte. Sie leidet weiterhin unter organisatorischen und logistischen Problemen. Die Soldaten sind unzureichend ausgebildet und ausgerüstet, ihr Sold wird nur unregelmäßig ausgezahlt und reicht in der Regel kaum aus, um den Lebensunterhalt zu bestreiten.

Kongolesische Soldaten werden von US-Militärberatern ausgebildet.

Der Neuaufbau der Armee ist nicht abgeschlossen. Seit Jahren wird deshalb versucht, die FARDC zu reformieren. Dabei werden Einheiten der FARDC von Einheiten der UN trainiert und logistisch unterstützt.

### Aktivitäten
Ihren größten Erfolg erzielte die FARDC im November 2013, als die Rebellen der Bewegung 23. März ihre Niederlage eingestehen mussten.
Zahlreiche Menschenrechtsverletzungen gehen auf Angehörige der FARDC zurück. Es kommt regelmäßig zu Übergriffen auf Zivilisten mit Plünderungen und Vergewaltigungen.

## Übersicht

### Heer und Republikanische Garde
Das Heer der Demokratischen Republik Kongo (französisch Force Terrestre) besitzt eine Personalstärke von ungefähr 103.000 Soldaten und verfügt zusammen mit der Republikanischen Garde (französisch Garde Républicaine), welche über ca. 8.000 Soldaten verfügen, über folgende Ausrüstung:

#### Fahrzeuge
| Typ            | Herkunft            | Funktion               | Version      | Anzahl   | Anmerkung                           |
| -------------- | ------------------- | ---------------------- | ------------ | -------- | ----------------------------------- |
| Type 59        | Volksrepublik China | Kampfpanzer            |              | 12–17    | vermutlich kaum noch funktionsfähig |
| T-55           | Sowjetunion         | Kampfpanzer            |              | 32       |                                     |
| T-64           | Sowjetunion         | Kampfpanzer            | BV-1         | 25       |                                     |
| T-72           | Sowjetunion         | Kampfpanzer            | AV           | 100      |                                     |
| PT-76          | Sowjetunion         | Leichter Panzer        |              | 10       |                                     |
| WZ132          | Volksrepublik China | Leichter Panzer        |              | 30       | vermutlich kaum noch funktionsfähig |
| Panhard AML    | Frankreich          | Spähpanzer             | AML-60AML-90 | ca. 1714 |                                     |
| EE-9 Cascavel  | Brasilien           | Spähpanzer             |              | 19       |                                     |
| RAM-2000       | Israel              | Spähpanzer             |              | 2        |                                     |
| BMP-1          | Sowjetunion         | Schützenpanzer         |              | 20       |                                     |
| BTR-50         | Sowjetunion         | Mannschaftstransporter |              | 3        |                                     |
| BTR-60         | Sowjetunion         | Mannschaftstransporter | PB           | 30–70    |                                     |
| MT-LB          | Sowjetunion         | Mannschaftstransporter |              | 6        |                                     |
| Panhard M3 VTT | Frankreich          | Mannschaftstransporter |              | 58       | vermutlich kaum noch funktionsfähig |
| Fahd           | Ägypten             | Mannschaftstransporter |              | 7        |                                     |

#### Panzerabwehrwaffen
| Typ   | Herkunft           | Funktion                | Anzahl |
| ----- | ------------------ | ----------------------- | ------ |
| M18   | Vereinigte Staaten | Rückstoßfreies Geschütz |        |
| M20   | Vereinigte Staaten | Rückstoßfreies Geschütz |        |
| SPG-9 | Sowjetunion        | Rückstoßfreies Geschütz |        |
| M40A1 | Vereinigte Staaten | Rückstoßfreies Geschütz |        |
| D-44  | Sowjetunion        | Kanone                  | 10     |

#### Artillerie
| Typ                  | Herkunft            | Kaliber | Funktion          | Anzahl | Anmerkung                            |
| -------------------- | ------------------- | ------- | ----------------- | ------ | ------------------------------------ |
| 2S1 Gvozdika         | Sowjetunion         | 122 mm  | Selbstfahrlafette | 6      |                                      |
| 2S3 Akatsiya         | Sowjetunion         | 152 mm  | Selbstfahrlafette | 10     |                                      |
| M30D-30Typ 60 (D-74) | Sowjetunion         | 122 mm  | Haubitze          | 77     | Typ 60 unter Lizenz von China gebaut |
| M-46                 | Sowjetunion         | 130 mm  | Kanone            | 42     |                                      |
| D-20                 | Sowjetunion         | 152 mm  | Haubitze          | 6      | berichtet                            |
| Typ 63               | Volksrepublik China | 107 mm  | Raketenwerfer     | 12     |                                      |
| BM-21 Grad           | Sowjetunion         | 122 mm  | Raketenwerfer     | 24     |                                      |
| RM-51                | Tschechoslowakei    | 128 mm  | Raketenwerfer     | 6      |                                      |
| RM-70                | Tschechoslowakei    | 122 mm  | Raketenwerfer     |        |                                      |
| Typ 82               | Volksrepublik China | 130 mm  | Raketenwerfer     | 3      |                                      |
|                      |                     | 132 mm  | Raketenwerfer     | 12     |                                      |

Des Weiteren stehen über 528 Mörser zur Verfügung.

#### Flugabwehrwaffen
| Typ           | Herkunft    | Funktion         | Anzahl | Anmerkung                 |
| ------------- | ----------- | ---------------- | ------ | ------------------------- |
| 9K32 Strela-2 | Sowjetunion | MANPADS          |        | vermutlich schon veraltet |
| ZPU-4         | Sowjetunion | Maschinengewehr  | 12     |                           |
| M1939         | Sowjetunion | Flugabwehrkanone | 52     |                           |

### Marine
Die Marine (französisch Marine nationale) mit 6.700 Soldaten verfügt über ein chinesisches Patrouillenboot des Typs Shanghai II und eine eigene Marineinfanterie.

### Luftstreitkräfte
Die Luftstreitkräfte der Demokratischen Republik Kongo (französisch Force Aérienne Congolaise) bestehen aus ungefähr 2.550 Angehörigen und verfügen über folgende Flugzeug- und Hubschraubertypen (Stand Ende 2021):
| Flugzeug            | Foto           | Herkunft                          | Verwendung            | Version        | Aktiv          | Bestellt       | Anmerkungen    |
| Kampfflugzeuge      | Kampfflugzeuge | Kampfflugzeuge                    | Kampfflugzeuge        | Kampfflugzeuge | Kampfflugzeuge | Kampfflugzeuge | Kampfflugzeuge |
| ------------------- | -------------- | --------------------------------- | --------------------- | -------------- | -------------- | -------------- | -------------- |
| MiG-23              |                | Sowjetunion                       | Jagdbomber            |                | 2              |                |                |
| Su-25               |                | Sowjetunion                       | Erdkampfflugzeug      |                | 4              |                |                |
| Transportflugzeuge  |                |                                   |                       |                |                |                |                |
| Boeing 727          |                | Vereinigte Staaten                | Transportflugzeug     |                | 3              |                |                |
| Boeing 737          |                | Vereinigte Staaten                | Transportflugzeug     |                | 1              |                |                |
| Antonow An-26       |                | Sowjetunion                       | Transportflugzeug     |                | 3              |                |                |
| Antonow An-72       |                | Sowjetunion                       | Transportflugzeug     |                | 1              |                |                |
| Hubschrauber        |                |                                   |                       |                |                |                |                |
| Bell 206            |                | Vereinigte Staaten                | Mehrzweckhubschrauber |                | 2              |                |                |
| Mil Mi-2            |                | Sowjetunion                       | Mehrzweckhubschrauber |                | 2              |                |                |
| Mil Mi-8            |                | Sowjetunion                       | Mehrzweckhubschrauber | Mi-17          | 4              |                |                |
| Mil Mi-24           |                | Sowjetunion                       | Kampfhubschrauber     |                | 8              |                |                |
| Mil Mi-26           |                | Sowjetunion                       | Mehrzweckhubschrauber |                | 1              |                |                |
| Aérospatiale SA-319 |                | Frankreich                        | Mehrzweckhubschrauber | SA316          | 2              |                |                |
| Aérospatiale SA 330 |                | Frankreich Vereinigtes Königreich | Transporthubschrauber |                | 10             |                |                |
| Bell UH-1           |                | Vereinigte Staaten                | Mehrzweckhubschrauber | UH-1H          | 3              |                |                |

Ehemalige Luftfahrzeuge: Antonow An-12; Douglas DC-8

## Einsätze
Die FARDC hat ein Leichtes Infanteriebataillon an die AU-RTF entsandt.